# Opérateur de position
En physique quantique, l'opérateur de position ou opérateur de localisation est l'opérateur qui formalise l'observable position  de l'état quantique d'une particule.
Dans une dimension, le carré du module de la fonction d'onde représente la densité de probabilité de trouver la particule à la position {\displaystyle x}. La valeur moyenne ou l'espérance mathématique d'une mesure de la position de la particule est alors
{\displaystyle \langle x\rangle =\int _{-\infty }^{+\infty }x|\psi |^{2}dx=\int _{-\infty }^{+\infty }\psi ^{*}x\psi dx}
En conséquence, l'opérateur qui correspond à la position est {\displaystyle {\hat {x}}}, où
{\displaystyle {\hat {x}}\psi (x)=x\psi (x)}
L'accent circonflexe au-dessus du x à gauche indique un opérateur, de sorte que cette équation peut être lue comme Le résultat de l'action de l'opérateur x sur une fonction quelconque ψ(x) égale x multiplié par ψ(x). Ou tout simplement, l'opérateur x multiplie une fonction quelconque par x.

## États quantiques
Les fonctions propres de l'opérateur de position sont les fonctions delta de Dirac. Pour ce démontrer, supposer que {\displaystyle \psi (x)} est fonction propre de l'opérateur de position avec valeur propre {\displaystyle x_{0}}. L'équation des valeurs propres est écrite en fonction des coordonnées de position,
{\displaystyle {\hat {x}}\psi (x)=x\psi (x)=x_{0}\psi (x)}
vu que {\displaystyle {\hat {x}}} ne fait que multiplier la fonction par x. Étant donné que {\displaystyle x} est une variable tandis que {\displaystyle x_{0}} est constant, {\displaystyle \psi } doit être nul partout sauf à {\displaystyle x=x_{0}}. La solution normalisée de cette équation est 
{\displaystyle \psi (x)=\delta (x-x_{0})}
Cet état est physiquement irréalisable et n'est pas strictement une fonction, mais il peut être conçu comme un état idéalisé dont la position est connue exactement de sorte que toute mesure détermine la valeur propre {\displaystyle x_{0}}. Alors selon le principe d'incertitude, rien ne peut être connu au sujet de la quantité de mouvement d'un tel état.

## Trois dimensions
La généralisation au cas de trois dimensions est directe. La fonction d'onde est maintenant {\displaystyle \psi (\mathbf {r} ,t)} et la valeur moyenne de la position est 
{\displaystyle \langle \mathbf {r} \rangle =\int \mathbf {r} |\psi |^{2}d^{3}\mathbf {r} }
Ici l'intégrale s'étend sur toute l'espace. L'opérateur de position est
{\displaystyle \mathbf {\hat {r}} \psi =\mathbf {r} \psi }

## Espace de quantité de mouvement
Dans l'espace de quantité de mouvement, l'opérateur de position dans une dimension est 
{\displaystyle {\hat {x}}=i\hbar {\frac {d}{dp}}}

## Contexte
Les états quantiques sont modélisés par un espace vectoriel topologique, l'espace de Hilbert.